# Entephria desperata
Entephria desperata är en fjärilsart som beskrevs av Otto Staudinger 1892. Entephria desperata ingår i släktet Entephria och familjen mätare. Inga underarter finns listade i Catalogue of Life.